# Kanalbrücke Golbey

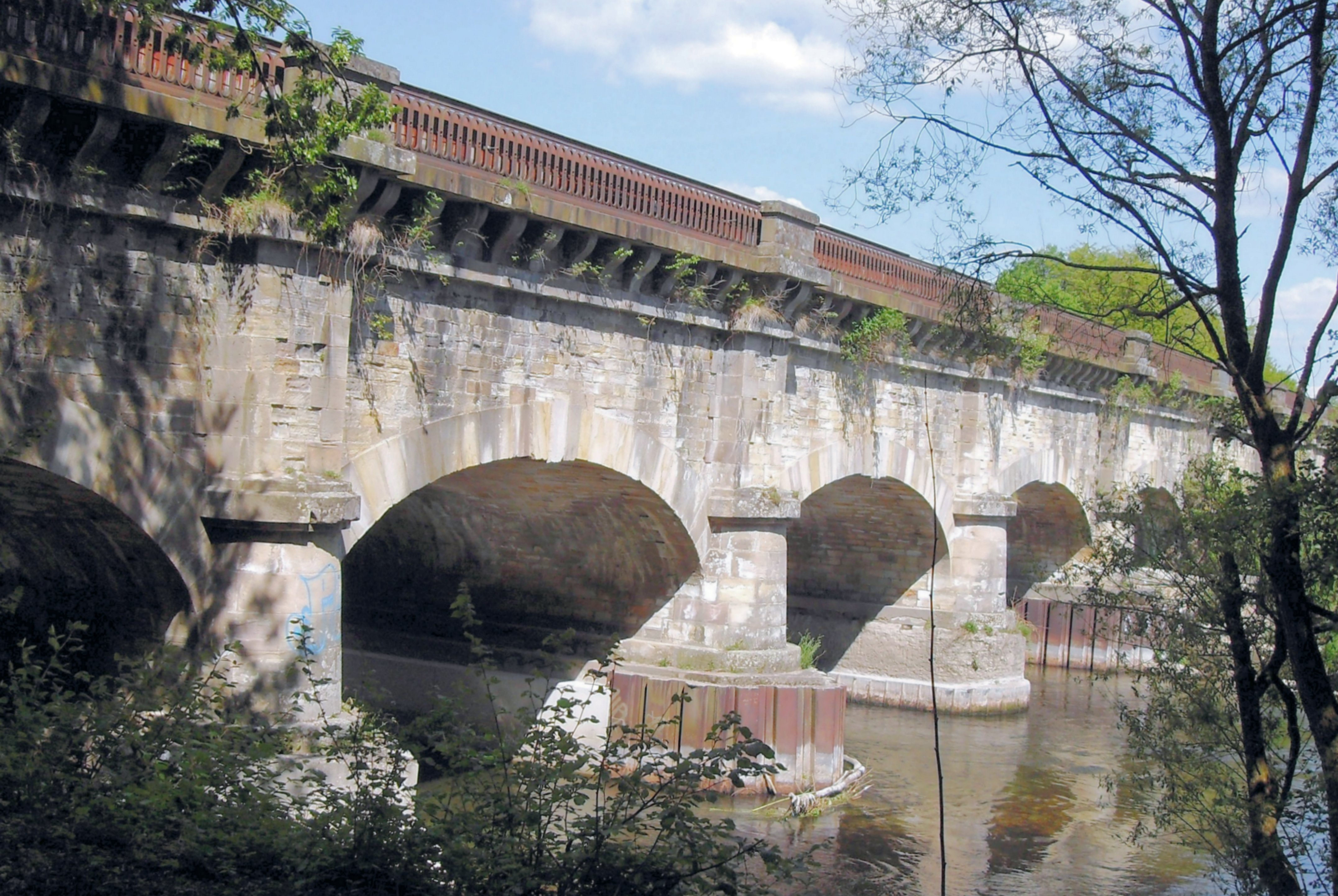
Kanalbrücke Golbey über die Mosel

Die Kanalbrücke Golbey (fr: Pont-canal de Golbey), auch Pont de Barbelouze genannt, ist eine Trogbrücke in den französischen Gemeinden Golbey und Dogneville im Département Vosges in der Region Grand Est. Auf ihr quert der vom Canal des Vosges abgehende Stichkanal nach Épinal den tiefer gelegenen Fluss Mosel und zugleich die Grenze zwischen den beiden Gemeinden.

## Geschichte und Beschreibung

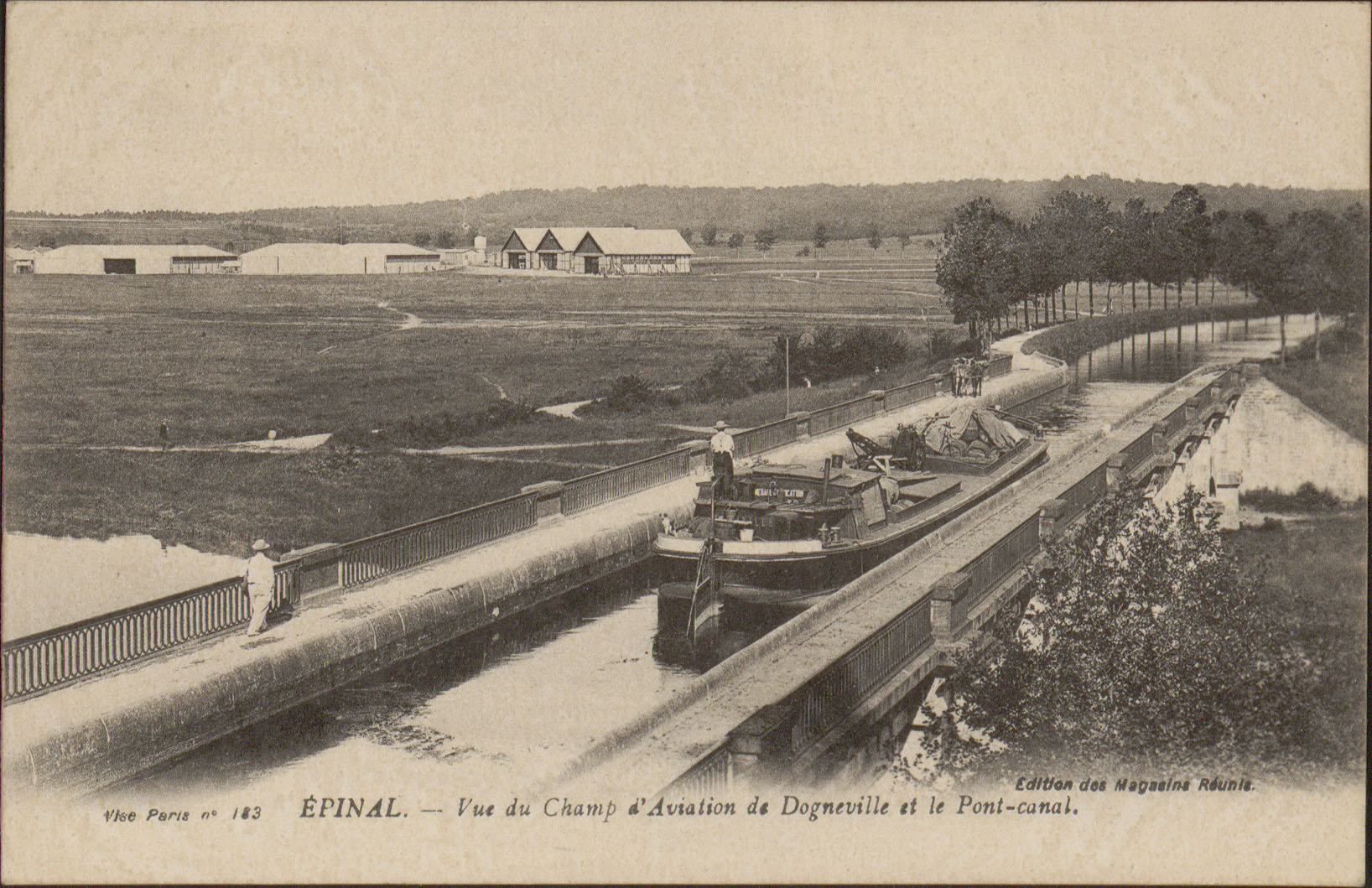
Kanalbrücke Golbey in einer alten Ansicht

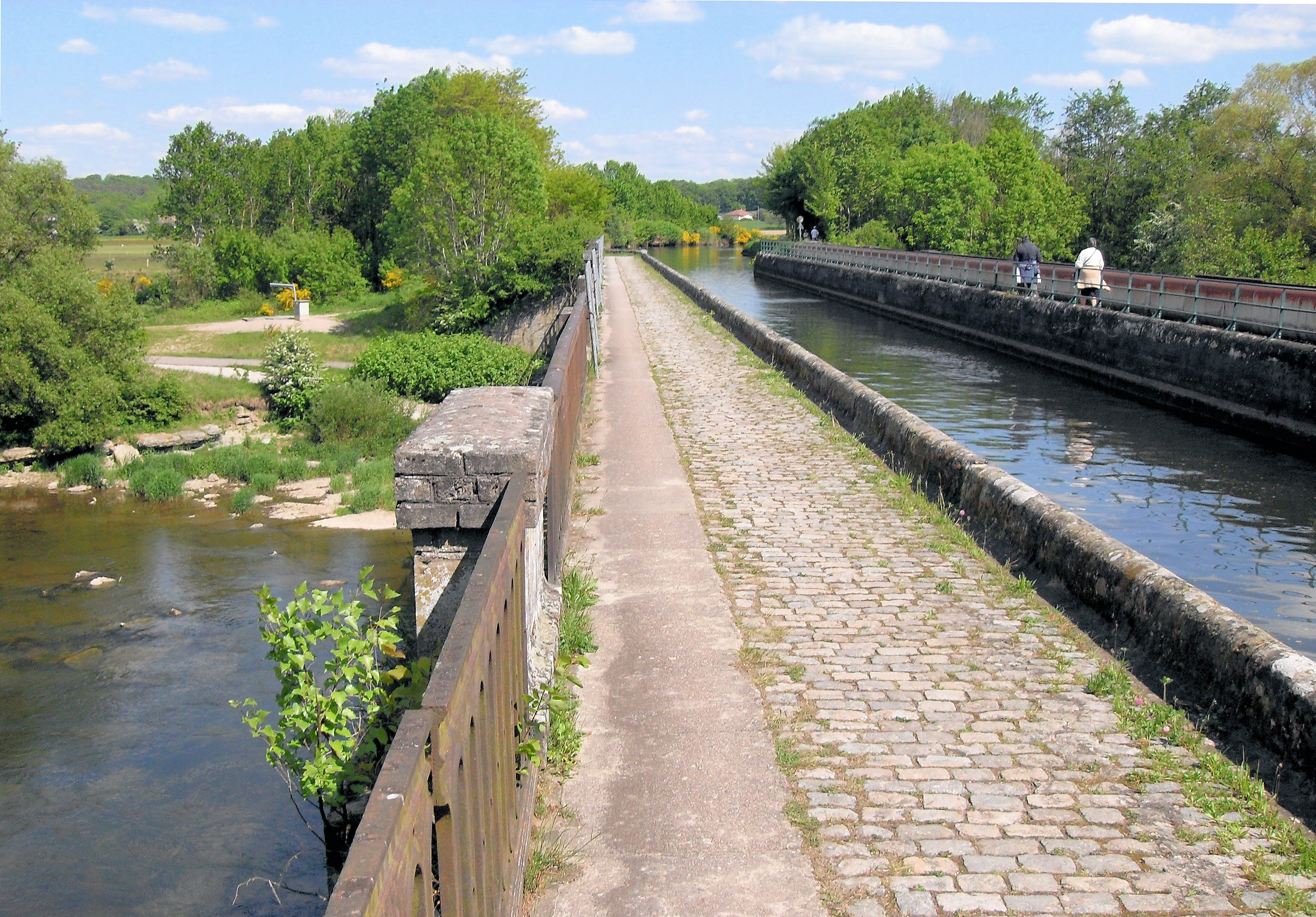
Nördlicher Treidelpfad vor der Erneuerung des Geländers (2010)

Der Stichkanal nach Épinal dient der Schifffahrt und zugleich der Zuleitung von Moselwasser zum Canal des Vosges. In den Jahren 1882 bis 1885 wurde in seinem Verlauf von einheimischen und italienischen Arbeitern die Kanalbrücke Golbey errichtet. Hauptzweck des Stichkanals war der Transport von Kohle zu den Industriebetrieben im Raum Épinal. Heute wird er von Sport- und Hausbooten genutzt.
Die ca. 130 m lange gemauerte Brücke weist sieben große Bögen und vor beiden Widerlagern jeweils einen kleineren Bogen auf. Unter den letztgenannten Bögen führen heute Radwege entlang. Am westlichen Brückenkopf wird der Kanal von der Departementsstraße D 157 auf einer Balkenbrücke gequert. Eine unter dieser Brücke angebrachte Kamera überwacht den Bootsverkehr auf der Kanalbrücke.
Bis in die 2000er Jahre hinein blieb die Kanalbrücke unverändert, um 2010 wurden die Geländer der Nordseite erneuert. Im Jahr 2019 lösten sich Steine aus dem Mauerwerk, was die Standfestigkeit des Bauwerks aber nicht beeinträchtigte.

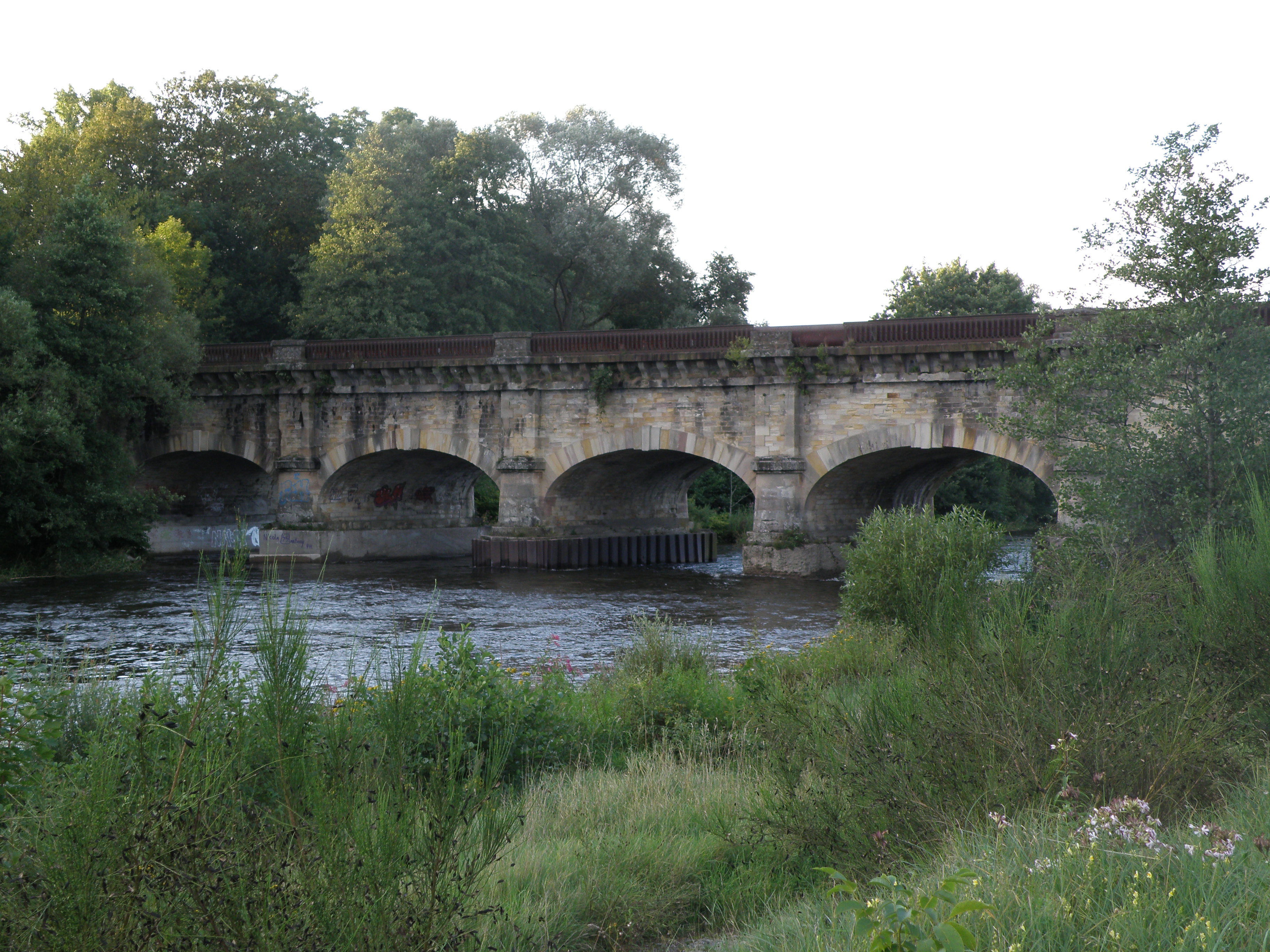
Südseite der Kanalbrücke
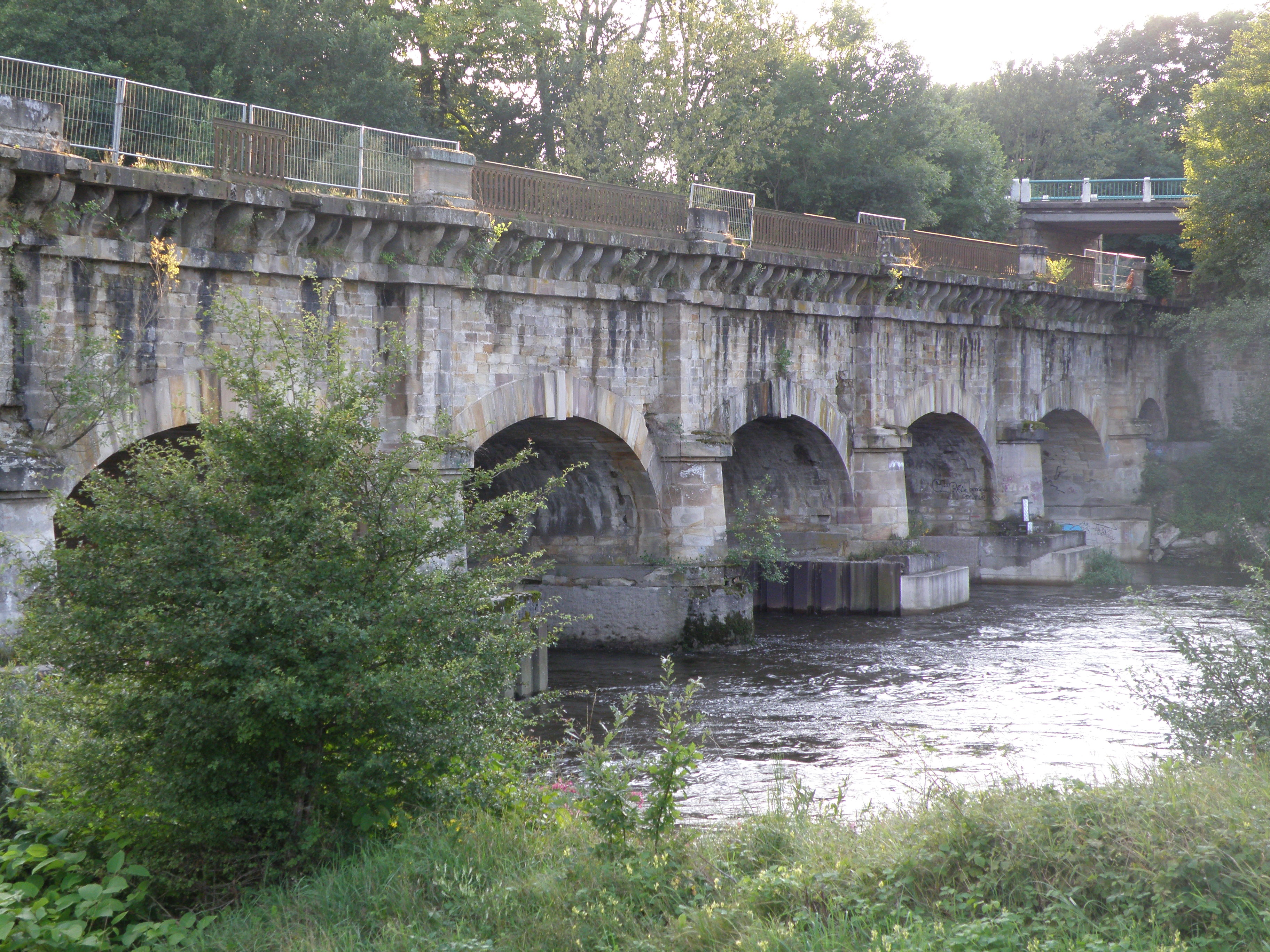
Nordseite (2010)
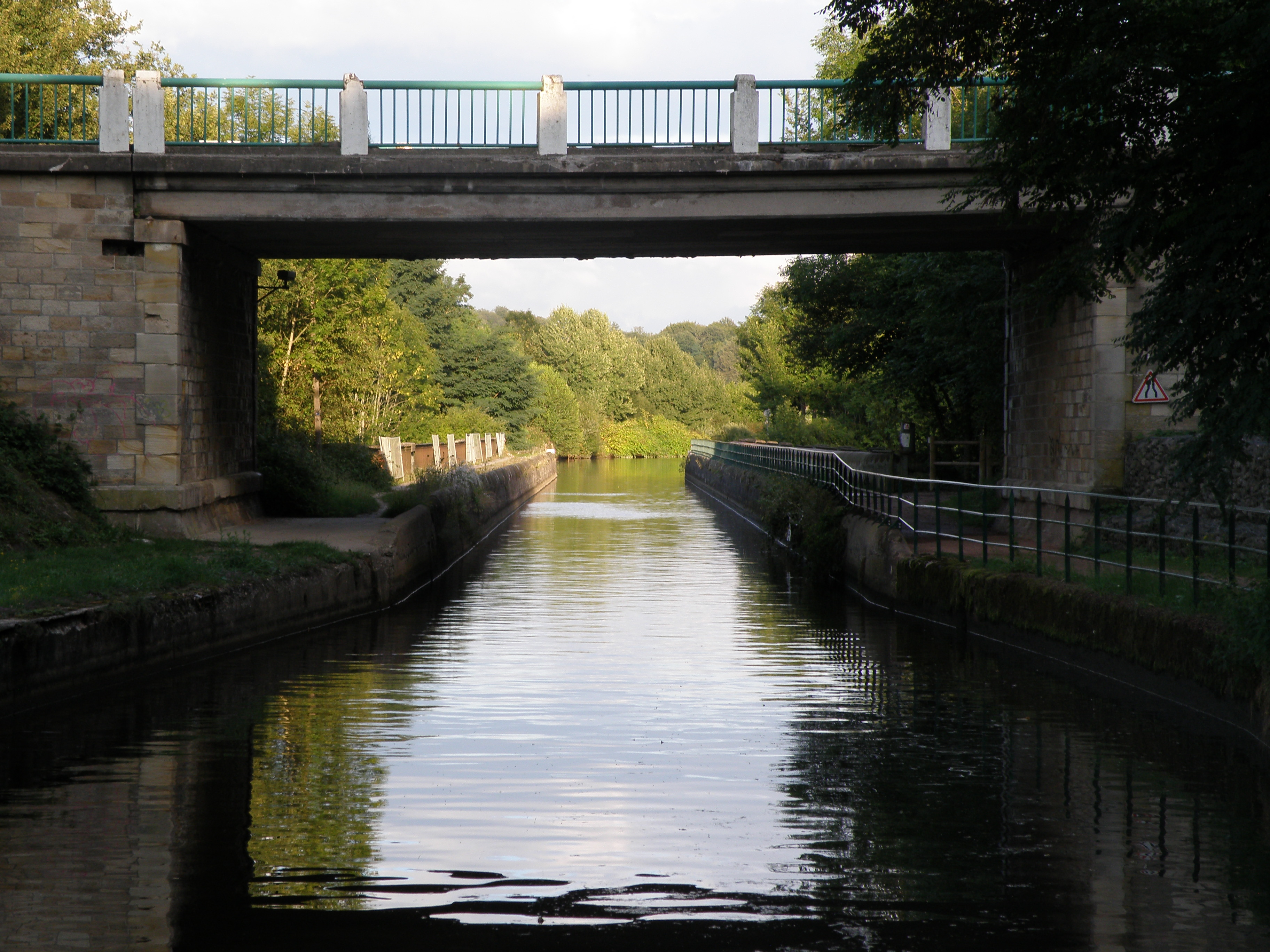
Brücke der Departementsstraße D 157 am westlichen Brückenkopf
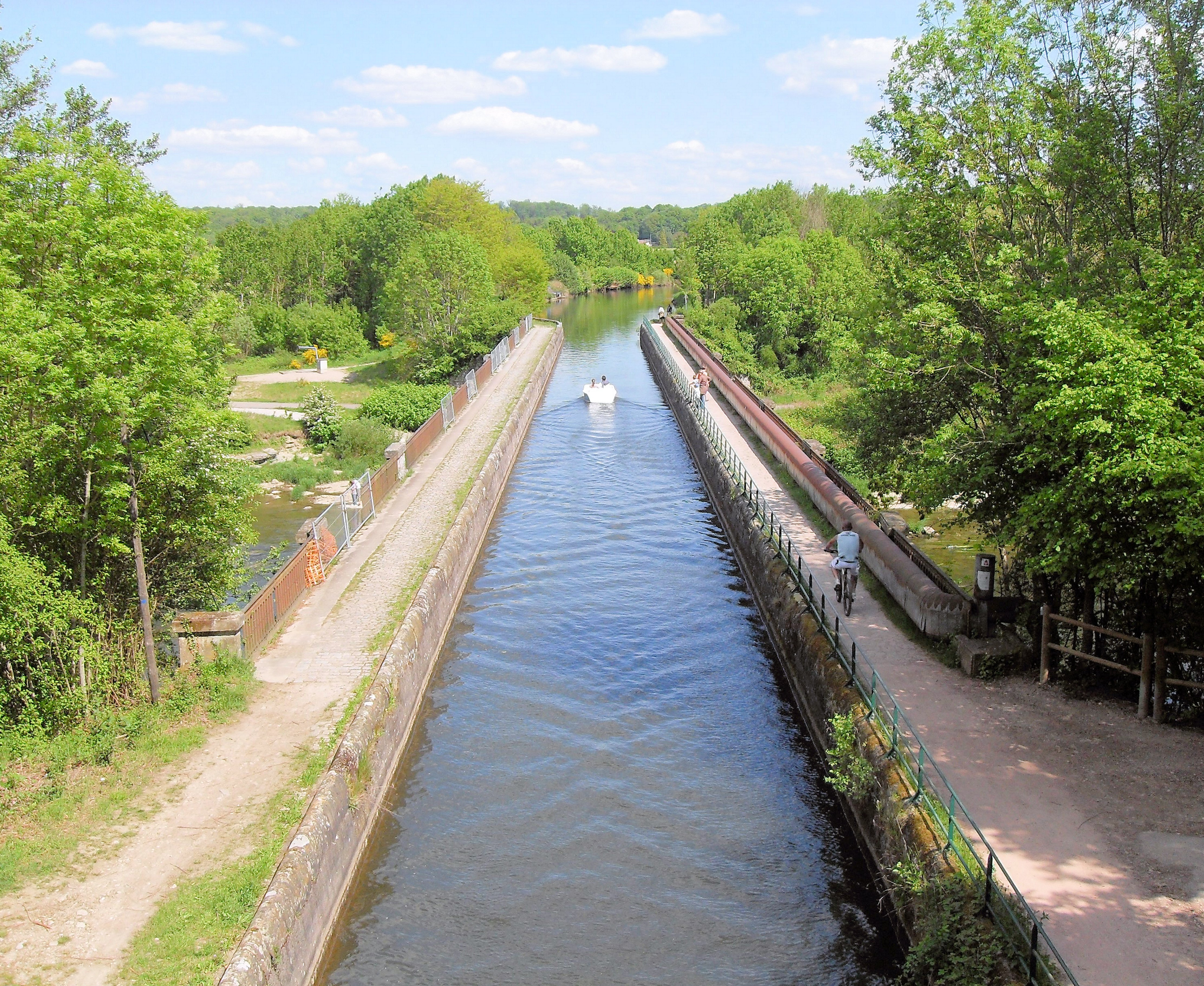
Blick von der Straßenbrücke auf die Kanalbrücke